# 145452 Ritona
(145452) 2005 RN43, is een klassiek Kuipergordelobject (kubewano). Het heeft een geschatte diameter van ongeveer 650 km. Het werd ontdekt door Andrew Becker, Andrew Puckett en Jeremy Kubica op 10 september 2005 bij Apache Point Observatory in Sunspot, New Mexico. Brown schat dat het mogelijk een dwergplaneet is.

## Classificatie
Het Minor Planet Center (MPC) classificeert het als een kubewano. Maar aangezien dit object een inclinatie heeft van 19,3°, classificeert de Deep Ecliptic Survey (DES) het als verstrooid-extensief.
Het is 119 keer waargenomen gedurende dertien opposities, met voorontdekkingsbeelden die teruggaan tot 1954.

## externe links
- (en)  145452 Ritona in de JPL Small-Body Database
- (145452) 2005 RN43 (Minor Planet Center)